# Джованні Арпіно
Джованні Арпіно (італ. Giovanni Arpino, 27 січня 1927, Пула — 10 грудня 1987, Турин) — італійський письменник і журналіст.

## Біографія
Арпіно народився в Пулі, які тоді входила до складу Італії (нині — Хорватія) у батьків з П'ємонта. Згодом переїхав до Бра у провінції Кунео, на батьківщину своєї матері. Тут він одружився з Катериною Бреро, перш ніж переїхати в Турін, де він залишився на все життя.
Він закінчив університет у 1951 році з дисертацією про російського поета Сергія Єсеніна, а наступного року дебютував у літературі з романом Sei stato felice, Giovanni, опублікованим видавництвом Einaudi.
Він зайнявся спортивною журналістикою, писав для щоденних газет La Stampa та Il Giornale; разом із Джованні Брера в La Gazzetta dello Sport він привніс нову літературну якість до італійської літератури про спорт. Його найважливішою роботою в цьому напрямі був футбольний роман 1977 року «Синя пітьма» (італ. Azzurro tenebra). В Італії він познайомився з аргентинським письменником та колегою-ентузіастом спорту Освальдо Соріано.
Арпіно також писав п'єси, оповідання, епіграми та оповідання для дітей.
Він виграв премію Стрега в 1964 році з романом «Тінь пагорбів» (італ. L'ombra delle colline), премію Камп'єлло 1972 року за роман Randagio è l'eroe і премію Камп'єлло 1980 року за роман «Італійський брат» (італ. Il fratello italiano). Його романи характеризуються сухим та іронічним стилем.
Його роман «Вбивство честі» (італ. Un delitto d'onore) став високо оціненою комедією П'єтро Джермі 1962 року «Розлучення по-італійськи» з Марчелло Мастроянні.
У епізоді «Ренцо і Лучана» фільму «Боккаччо-70» режисера Маріо Монічеллі (1962), Арпіно працював над сценарієм разом з Італо Кальвіно, Сузо Чеккі д'Аміко та Маріо Монічеллі.
Його роман «Темрява і мед» (італ. Il buio e il miele) було екранізовано у двох фільмах: Діно Різі «Запах жінки» (1974) з Вітторіо Гассманом і Мартіна Бреста «Запах жінки» (1992), який приніс Аль Пачино Премію «Оскар» за найкращу чоловічу роль.
У 1977 році фільм Діно Різі «Втрачена душа» з Вітторіо Гассманом у ролі Фабіо Штольца та Катрін Денев у ролі Софії Штольц був вільно екранізований за однойменним романом Арпіно.
Будучи великим футбольним фанатом, у 1978 році він висвітлював чемпіонат світу в Аргентині для туринської газети La Stampa. У 1980 році він почав співпрацювати з міланською газетою Il Giornale di Indro Montanelli, пишучи про новини, звичаї та культуру.
Арпіно помер у Турині 1987 року. Його зв'язки з містом Бра, де пройшло його дитинство, було підтримано створенням багатофункціонального культурного центру та премією в галузі дитячої літератури.

## Твори
- Sei stato felice, Giovanni (1952)
- Gli anni del giudizio (1958)
- La suora giovane (1959)
- Un delitto d'onore (1960)
- Una nuvola d'ira (1962)
- L'ombra delle colline (1962)
- Un'anima persa (1966)
- La babbuina (1967)
- Il buio e il miele (1969)
- Randagio è l'eroe (1972)
- Racconti di vent'anni (1974)
- L'assalto al treno ed altre storie (1974)
- Rafé e Micropiede (1974)
- Domingo il favoloso (1975)
- Il primo quarto di luna (1976)
- Azzurro tenebra (1977)
- Il fratello italiano (1980)
- Le mille e una Italia (1980)
- Un gran mare di gente (1981)
- Bocce ferme (1982)
- La sposa segreta (1983)
- Il contadino Genè (1985)
- Passo d'addio (1986)
- La trappola amorosa (посмертно, 1988)

У 2005 році Мондадорі опублікував збірку вибраних творів за редакцією літературного критика Джорджо Барбері Скуаротті.